# Jean-Toussaint Desanti
Jean-Toussaint Desanti (Ajaccio, 8 oktober 1914 - Parijs, 20 januari 2002) was een Frans filosoof die zich in de eerste plaats bezighield met de filosofie van de wiskunde. Zijn werk valt te plaatsen binnen de fenomenologie enerzijds, en anderzijds binnen de Franse epistemologie, met auteurs als Jean Cavaillès en Gaston Bachelard. Zijn voornaamste werk is Les Idéalites mathématiques, recherches épistémologiques sur le développement de la théorie des fonctions de variables réelles (1968). Daarnaast profileerde hij zich vooral als marxist.
Tijdens de Tweede Wereldoorlog was Desanti vanaf het begin nauw betrokken bij de Résistance.
Hij was gehuwd met Dominique Persky, journaliste en schrijfster.